# Malaika (1967)
Malaika – madagaskarski okręt patrolowy z lat 60. XX wieku. Okręt został zwodowany 22 marca 1967 roku we francuskiej stoczni SFCN w Villeneuve-la-Garenne, a w skład marynarki wojennej wszedł w grudniu 1967 roku. Jednostka została wycofana ze służby w 1998 roku.

## Projekt i budowa
Projekt okrętu bazował na francusko-belgijskim typie o oznaczeniu P48 . Jednostka została zamówiona w 1966 roku .
„Malaika” zbudowana została w stoczni SFCN w Villeneuve-la-Garenne . Stępkę okrętu położono w listopadzie 1966 roku, a zwodowany został 22 marca 1967 roku.

## Dane taktyczno-techniczne
Jednostka była dużym okrętem patrolowym . Długość całkowita wynosiła 47,5 metra, szerokość 7,1 metra i zanurzenie 2,5 metra . Wyporność standardowa wynosiła 235 ton, a pełna 250 ton . Okręt napędzany był przez dwa silniki wysokoprężne MGO o łącznej mocy 4200 KM . Dwuśrubowy układ napędowy pozwalał osiągnąć prędkość 23 węzłów . Zasięg wynosił 2000 Mm przy prędkości 15 węzłów .
Uzbrojenie artyleryjskie jednostki składało się z dwóch pojedynczych dział plot. kalibru 40 mm Breda-Bofors 107 L/70 . Masa naboju wynosiła 0,89 kg, szybkostrzelność 300 strz./min, kąt ostrzału 90°, a donośność pozioma 12 000 metrów (4000 metrów do celów powietrznych). Wyposażenie radioelektroniczne stanowił radar DRBN-32 .
Załoga okrętu składała się z 3 oficerów oraz 22 podoficerów i marynarzy .

## Służba
„Malaika” został wcielony w skład marynarki wojennej Madagaskaru w grudniu 1967 roku . W 1995 roku okręt był nadal na liście floty, jednak nie był używany operacyjnie. Jednostka została wycofana ze służby w 1998 roku .